# Квадрат (шлицевое соединение)
Инструментальный квадрат — конструкция шлицевого зажима для ручного слесарного инструмента. Квадратный хвостовик инструмента (метчик, развёртка, насадка гнездового ключа) и соответствующая квадратная ответная часть воротка или гнездового ключа.
Предназначена для быстрой смены ручного инструмента с высокой надёжностью. Существуют различные инструментальные квадраты.

## Металлорежущий инструмент
Квадратные хвостовики металлорежущего инструмента нормируются ГОСТ 9523-84 для диаметров хвостовика от 1 до 100 мм (на основе международного стандарта ISO 237-75). Хвостовик представляет собой цилиндрический стержень конец которого отформован в квадрат. Инструмент с таким хвостовиком зажимается в ручной инструмент вороток, специальные цанги или резьбонарезные патроны.
Таким хвостовиком оснащаются метчики и раскатники (бесстружечные метчики, предназначенные не для нарезания, а для накатки внутренней резьбы), развёртки, зенкеры, вывертки (экстракторы).

## Гнездовые ключи
Насадка гнездового ключа и соответствующая рукоятка стыкуются с помощью квадратной шпильки на рукоятке и соответствующего отверстия в насадке. Стандартизированный набор размеров квадратов 1/4 дюйма, 3/8 дюйма, 1/2 дюйма и 3/4 дюйма. Как правило шпилька снабжается фиксирующим элементом в виде подпружиненного шарика.
Помимо ручных гнездовых ключей выпускаются пневматические гайковёрты, динамометрические ключи, другие инструменты и аксессуары с таким же механизмом фиксации насадок.

## Машиностроение
Маслозаливные и маслосливные пробки с квадратным углублением можно встретить в ведущих мостах автомобилей, коробках передач, раздаточных коробках и др. Для выворачивания/вворачивания пробок применяются специальные ключи.

## Метизы
Квадратный шлиц (шлиц Робертсона) — вид шлица резьбовых крепёжных изделий в форме правильного квадрата.
Квадратная головка — вид головки резьбовых крепёжных изделий в форме квадрата.